# Passeio Ernesto Nazareth
O Passeio Ernesto Nazareth é um calçadão situado no bairro do Santo Cristo, na Zona Central da cidade do Rio de Janeiro. Com uma área de 6 mil m², localiza-se no quarteirão formado pelas avenidas Professor Pereira Reis e Cidade de Lima, pela Rua Cordeiro da Graça e pela Via Binário do Porto, onde antes era uma via-férrea.
O calçadão, que conta com plantas nativas da Mata Atlântica, foi inaugurado em 3 de dezembro de 2016. Seu projeto de arquitetura e paisagismo foi assinado pelo arquiteto Sérgio Santana. Originalmente, pretendia-se expor no local alguns objetos encontrados em escavações na Região Portuária do Rio de Janeiro, como âncoras de navios.
No dia 9 de dezembro de 2017, o espaço público passou a contar com mobiliário urbano feito com plástico reciclado. O conjunto, composto por um banco com duas mesas, um lounge com mesinhas e cadeiras e uma cobertura, foi projetado por cerca de 20 estudantes de design, desenho industrial e arquitetura das seguintes universidades fluminenses: PUC-Rio, UERJ, UFF e UFRJ.
Em outubro de 2021, o Passeio Ernesto Nazareth recebeu 18 murais de graffiti de diversos temas nas fachadas ao longo de sua extensão, somando uma área de mais de 11 mil m². Os murais foram feitos a fim de compor o Distrito de Arte do Porto, um polo de arte e entretenimento que visa se tornar a maior galeria de arte urbana a céu aberto da América Latina. O projeto foi idealizado pelo Núcleo de Ativação Urbana (NAU).
A escolha do nome do calçadão foi feita através de uma votação online, promovida pelo espaço multiuso Rua City Lab em parceria com o empreendimento Novocais do Porto, o escritório Arca Urbana/Impact Hub e a Companhia de Desenvolvimento Urbano da Região do Porto do Rio de Janeiro (CDURP), onde o nome Passeio Ernesto Nazareth foi escolhido por 64,63% dos internautas. Ernesto Nazareth, nascido em uma casa no Morro do Pinto no dia 20 de março de 1863, é considerado um dos grandes nomes do maxixe, sendo hoje um dos compositores brasileiros mais estudados, gravados e interpretados internacionalmente. Os outros nomes finalistas da votação foram: Passeio do Cais, Parque Gentileza, Parque do Reencontro e Parque do Cais.

## Festival de Ativação Urbana
No dia 9 de dezembro de 2017, o Passeio Ernesto Nazareth recebeu a primeira edição do Festival de Ativação Urbana (FAU). O evento reuniu diversas atrações relacionadas à música, à gastronomia, à moda, ao artesanato, à robótica e ao empreendedorismo. Também houve performances de artistas dos morros do Pinto e da Providência, como do grafiteiro Kaleb e do grupo de street dance Efeito Urbano. O festival foi realizado em parceria com o empreendimento Novocais do Porto, pertencente à empresa Novonor.
Outras edições do Festival de Ativação Urbana ocorreram posteriormente no Passeio Ernesto Nazareth. O objetivo do festival, segundo um dos idealizadores do FAU, é atrair pessoas de diversas regiões do Rio de Janeiro para o calçadão, integrando-os também com os moradores do Santo Cristo.

## Pontos de interesse
Os seguintes pontos de interesse situam-se no Passeio Ernesto Nazareth:
- Edifício Novocais do Porto
- Porto Maravalley
- Residencial Pateo Nazareth (em construção)
- Residencial Rio Energy (em construção)